# Iernut
Iernut, colocvial: Ernot, Iernot (în maghiară: Radnót, în germană: Radnuten) este un oraș în județul Mureș, Transilvania, România, format din localitatea componentă Iernut (reședința), și din satele Cipău, Deag, Lechința, Oarba de Mureș, Porumbac, Racameț, Sălcud și Sfântu Gheorghe. Orașul este situat în vestul județului, pe râul Mureș, pe DN15 la 2 km de intersecția acestuia cu DN14A.

## Localizare
Iernut, parte componentă a județului Mureș, este situat în partea centrală a Podișului Transilvaniei, pe cursul mijlociu al râului Mureș între localitățile Târgu Mureș (30 km) și Luduș (14 km), la latitudine nordică de 46°27′13″ și longitudine estică de 24°14′0″. Altitudinea absolută de 286 de metri se află în zona bisericii romano-catolice. Suprafața orașului este de 106 km2 și ocupă 1,5%-2% din județul Mureș.
Orașul Iernut se găsește pe malul stâng al râului Mureș, pe Drumul Național DN15, respectiv pe Drumul European E60, între Târgu Mureș, Turda și Cluj-Napoca. Nodul rutier al Autostrăzii A3 se află la distanța de 3,6 km de Parcul Central. Comunele învecinate Iernutului sunt: Adămuș, Bichiș, Bogata, Cucerdea, Cuci, Iclănzel, Ogra.

## Geografie

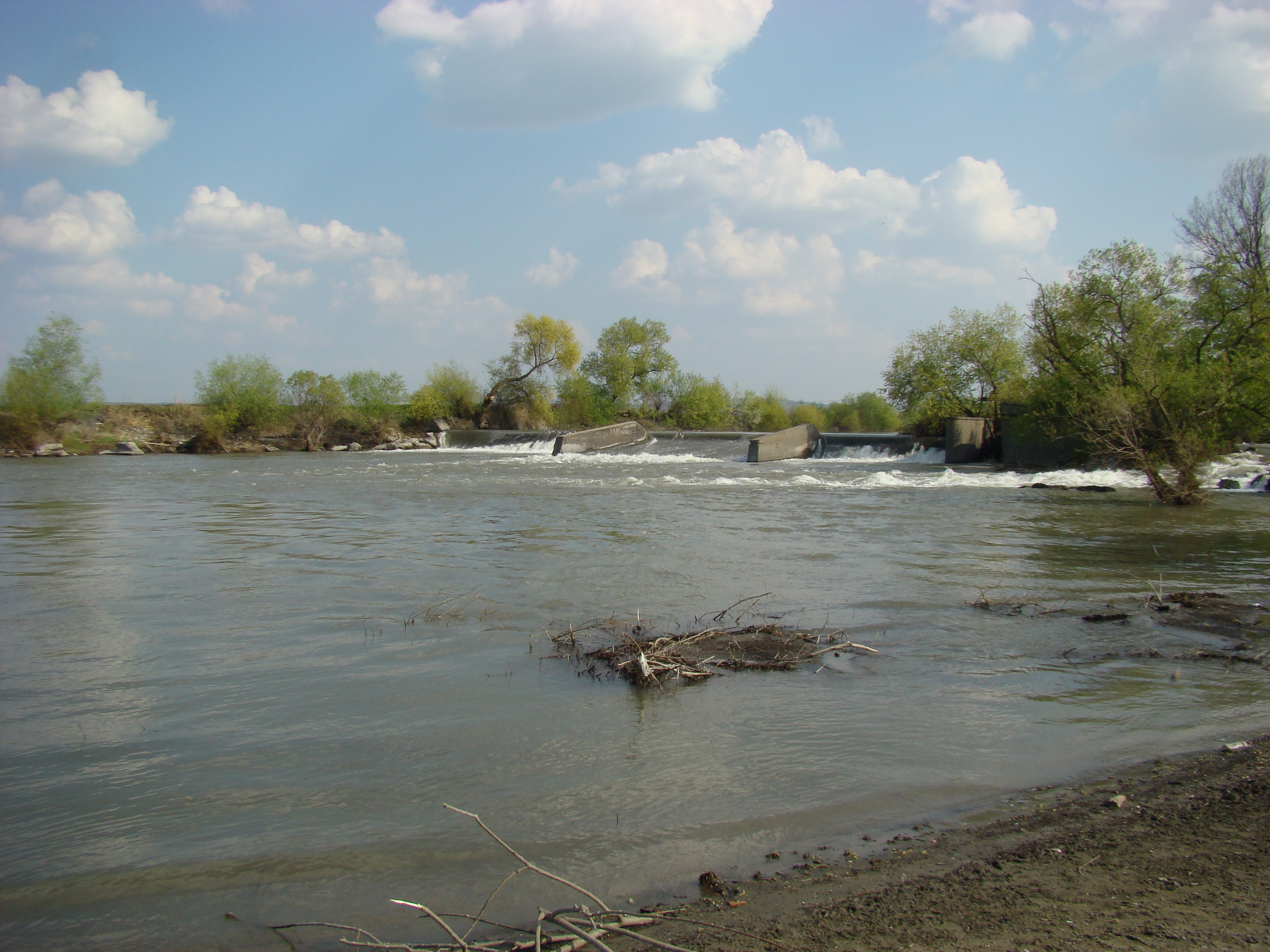
Mureșul la Iernut

Relieful are un aspect tipic deluros, cu unele suprafețe de șes în parte stângă a Mureșului, acestea fiind de fapt terase ale râului Mureș. Cea mai înaltă dintre aceste terase se află și la cea mai mare distanță de localitate, aceasta fiind la Cigașe, la o altitudine de 448m, următoarea terasă de la I.S.C.I.P, de 8-10m, este una de oraș, altă terasă este cea aluvionară și este adesea inundată.
În partea dreaptă a Mureșului există un număr redus de terase, locul acestora fiind luat de versanții cu pante accentuate și/sau chiar abrupte. Între Iernut și Lechința pantele abrupte suferă prăbușiri masive datorate înclinării pantelor și subsăparilor apei Mureșului ducând la un aspect de macro-relief, vegetația lipsind complet. Valea Mureșului are o deschidere largă (3–5 km). Interfluviile sunt rotunjite, afectate de alunecări și rupturi, altitudinea lor maximă fiind de 496m.
Clima din partea de podiș este una continentală, moderată de dealuri și pădure. Localizarea Iernutului în partea centrală a Podișului Transivaniei, străjuit de lanțurile masive ale Carpaților, cu o mare deschidere în partea de NV formează invaziile maselor de aer umed din direcțiile vestice. Carpații Orientali constituie o barieră climatică față de invaziile maselor de aer din E și NE.
Temperatura medie a aerului în timpul anului este de aproximativ 9 grade Celsius. Temperatura medie a lunii ianuarie este de aproximativ -3 grade Celsius, iar cea a lunii iulie este de aproximativ 20 de grade Celsius. Cea mai caldă lună a anului este iulie iar cea mai rece este în ianuarie. Ultimele zile cu temperaturi de 0 grade Celsius apar de obicei la sfârșitul lui aprilie, primele înghețuri apar în octombrie și durează de obicei 190 de zile. Cele mai însemnate cantitați de precipitații cad în luna iunie iar cele mai reduse în martie, rezultând o medie anuală de 627,1 mm. Media cantității de precipitații în luna martie este de aproximativ 26 mm, respectiv 99 mm în luna iunie. Intensitatea vânturilor este redusă și doar vânturile din NV se apropie de 3 m/s.

## Istoric

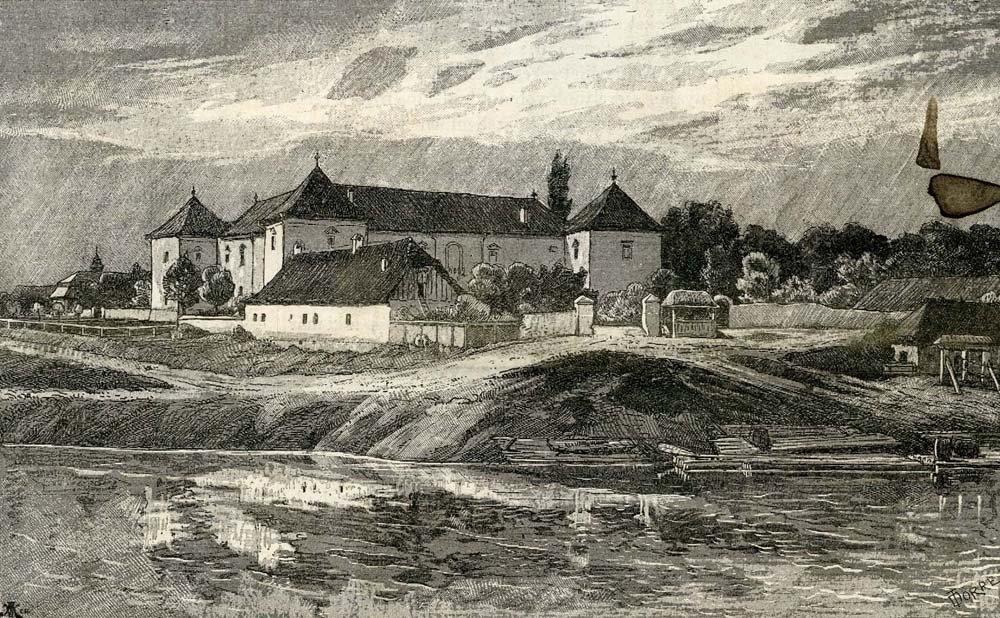
Castelul Kornis-Rákóczi-Bethlen (1887)

Localitatea este atestată documentar din anul 1257 cu numele de Ranoltu. Numele localității a apărut în formele de Renolth în 1300, Radnolth în 1347, Radnoth în 1436 și Radnot în 1628. Pe situl istoric al orașului s-au găsit vestigii ale unei colonii romane. În urma săpăturilor arheologice s-au descoperit fragmente ceramice aparținând epocii neolitice (4500-2500 î.C.).
În perioada anilor 1461-1700, Iernutul a capătat statutul de târg (oppidum-Radnot), un târg de vite care avea centrul în apropierea actualei periferii a orașului.
Biserica medievală din Iernut a fost construită în secolul al XV-lea, pe cheia de boltă a arcului de triumf ce separă nava de prezbiteriu este marcată anul 1486 ca data terminării lucrărilor. În timpul Reformei Protestante, locuitorii din Iernut au trecut la unitarianism. În anul 1621 episcopul unitarian de Cluj a ținut sinod în biserică. Cu domnia principelui Gheorghe Rákóczi al II-lea, stăpânul castelului din localitate, locuitorii împreună cu biserica au trecut la religia reformată.
În castelul din Iernut a trăit principele Mihai Apafi al II-lea. Sub domnia lui Dieta Transilvaniei a întrunit de cincisprezece ori la Iernut. Întrunirea din 1690 a fost ultima din istoria Principatului Transilvaniei.
În 1703, curuții principelul Francisc Rákóczi al II-lea au cucerit castelul de la habsburgi. În anul 1707, Francisc Rákóczi al II-lea s-a cazat aici, în drum spre Târgu Mureș, unde a fost proclamat principe al Transilvaniei.
Pe Harta Iosefină a Transilvaniei din 1769-1773 (Sectio 141), localitatea a apărut sub numele de „Radnoth”.
De-a lungul anilor, castelul a aparținut, pe rând, mai multor descendenți ai familiei Bethlen. În 1885, Márk Bethlen a pierdut castelul în favoarea contelui Jenő Haller. Contele de religie romano-catolică a trecut domeniul în proprietatea bisericii romano-catolice, fiind cumpărat și restaurat parțial în anul 1887 de Statusul Romano-Catolic.
În perioada dualismui, localitatea era reședința districtului Iernut din comitatul Târnava-Mică. În 1871 a fost dată în folosință calea ferată Deda–Târgu Mureș–Războieni, care trece prin localitate. 
Primul primar de sub guvernare românească a localității a fost Ioan Ghip, participant la Primul război mondial și membru al gărzii naționale din Iernut, la vremea respectivă. În perioada dintre cele două războaie mondiale, Iernutul a făcut parte din județul Târnava-Mică (interbelic) și a fost reședința Plasei Iernut.
În lunile septembrie-octombrie 1944, în apropierea orașului Iernut, s-au dat cele mai grele lupte de pe teritoriul României din cel de-Al doilea război mondial. În aceste lupte și-au pierdut viața circa 11.000 de militari români.
La data de 17 aprilie 1989, localitatea Iernut a devenit oraș. Aici a fost instalată o copie a Statuii Lupoaicei („Lupa Capitolina”), simbolul latinității poporului român.

## Etimologie
- Numele Ranoltu, atestat documentar din 1257, provine de la numele germanic Reinold [5], al posesorului feudal al ținutului respectiv (la fel ca Villa Herbordi pentru Blaj etc.)

## Demografie
În 1850 la Iernut locuiau 1.182 de persoane, dintre care 567 maghiari, 492 români și 115 rromi. Din punct de vedere religios, 569 erau reformați, 552 greco-catolici și 59 romano-catolici.
La recensământul din anul 1930 au fost înregistrați 2.464 locuitori, dintre care 1.414 maghiari, 826 români, 127 rromi, 84 evrei ș.a. Sub aspect confesional, populația era alcătuită din: 1.148 reformați, 786 greco-catolici, 310 romano-catolici, 96 ortodocși, 84 mozaici ș.a.
Componența etnică a orașului Iernut
     Români (67,76%)
     Romi (12,26%)
     Maghiari (7,87%)
     Alte etnii (0,12%)
     Necunoscută (11,99%)
Componența confesională a orașului Iernut
     Ortodocși (69,79%)
     Reformați (6,79%)
     Penticostali (4,02%)
     Greco-catolici (2,38%)
     Romano-catolici (1,26%)
     Alte religii (2,57%)
     Necunoscută (13,18%)
Conform recensământului efectuat în 2021, populația orașului Iernut se ridică la 8.473 de locuitori, în scădere față de recensământul anterior din 2011, când fuseseră înregistrați 8.705 locuitori. Majoritatea locuitorilor sunt români (67,76%), cu minorități de romi (12,26%) și maghiari (7,87%), iar pentru 11,99% nu se cunoaște apartenența etnică. Din punct de vedere confesional, majoritatea locuitorilor sunt ortodocși (69,79%), cu minorități de reformați (6,79%), penticostali (4,02%), greco-catolici (2,38%) și romano-catolici (1,26%), iar pentru 13,18% nu se cunoaște apartenența confesională.
Conform recensământului efectuat în anul 2021 populația orașului Iernut scădea la 8.473 locuitori. Din aceștia în oraș 5.247 locuitori, în satul Cipău erau 1.146 locuitori, în satul Deag 259 locuitori, Lechința 793 locuitori, Oarba de Mureș 97 locuitori, Porumbac 10 locuitori, Racameț 23 locuitori, Sălcud 491 locuitori iar în satul Sfântu Gheorghe erau 407 locuitori.
0200040006000800010.000199220022011populațiePopulația istorică din Iernut
Date: Recensăminte sau birourile de statistică - grafică realizată de Wikipedia

## Politică și administrație
Orașul Iernut este administrat de un primar și un consiliu local compus din 15 consilieri. Primarul, Horațiu-Octavian Moldovan[*], de la Partidul Social Democrat, este în funcție din 1 noiembrie 2024. Începând cu alegerile locale din 2024, consiliul local are următoarea componență pe partide politice:
|  | Partid                                 | Consilieri | Componența Consiliului | Componența Consiliului | Componența Consiliului | Componența Consiliului | Componența Consiliului |
|  | -------------------------------------- | ---------- | ---------------------- | ---------------------- | ---------------------- | ---------------------- | ---------------------- |
|  | Partidul Social Democrat               | 5          |                        |                        |                        |                        |                        |
|  | Partidul Național Liberal              | 4          |                        |                        |                        |                        |                        |
|  | Alianța pentru Unirea Românilor        | 3          |                        |                        |                        |                        |                        |
|  | Uniunea Democrată Maghiară din România | 2          |                        |                        |                        |                        |                        |
|  | Alianța Dreapta Unită                  | 1          |                        |                        |                        |                        |                        |

## Economie

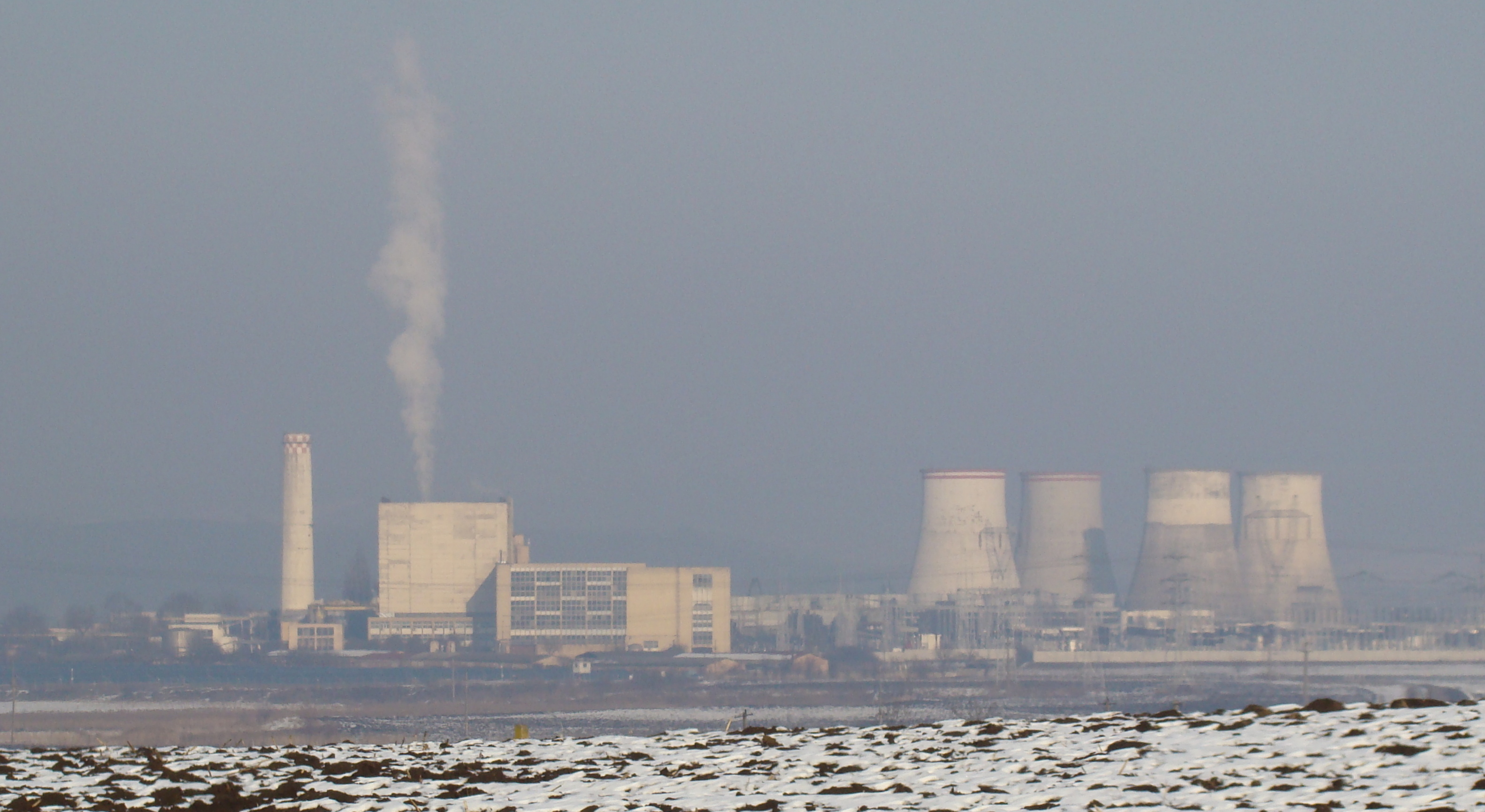
Termocentrala din Iernut

În mod istoric agricultura reprezenta principala sursă de venit în localitatea Iernut. Orașul a înregistrat de-a lungul anilor una din cea mai mare producție de grâu din județul Mureș. În anul 2007 această producție fiind în medie de 3.649 kilograme de grâu la hectar și cea mai mare producție a anului din județ.
Principalul angajator din zonă este Centrala Termo-electrică Iernut situată la marginea orașului și aduce cel mai mare venit localității. Pusă în funcțiune între anii 1963-1967 are o putere instalată de 800 MW, cu patru grupuri de câte 100 MW de fabricație cehoslovacă și două grupuri de 200MW de fabricație sovietică. La data de 30 martie 2012 termocentrala a trecut în proprietatea companiei Romgaz și se află într-un proces amplu de extindere.
Orașul Iernut se află la 15 km de Aeroportul Internațional Transilvania din Târgu Mureș și la 3 km de nodul rutier Iernut aflată pe Autosrada A3. Datorită localizării sale, în ultima perioadă au apărut noi ramuri de industrie ușoară (logistică, industria manufacturieră).

## Obiective turistice

### Biserica reformată
Biserica reformată, edificată în stil gotic între 1486-1593,  este cea mai veche construcție din Iernut. Fondurile necesare realizării edificiului au fost donate de familia Bogáthi. Inițial, lăcașul de cult a servit catolicii, dar la mijlocul secolului al XVI-lea când Reforma Protestantă a ajuns în meleagurile mureșene, locuitorii orașului au devenit reformați.
Corul bisericii, având o boltă pe ogive, specifică stilului gotic, precum și ferestre cu deschideri în arc frânt, face parte probabil din prima etapă de construcție. Sub cor se cunoaște existența unei cripte a cărei intrare a fost zidită cu ocazia unor renovări mai recente. Arcul de triumf care desparte corul de restul bisericii are o deschidere în arc frânt, nu foarte amplă în raport cu dimensiunile interiorului.
Biserica este alcătuit dintr-o singură navă, acoperită de cu o boltă semicirculară și având pe latura de vest, deasupra intrării un balcon susținut de doi stâlpi simpli, adăugat abia în anul 1936. Latura sudică a bisericii păstrează un ancadrament în stil renascentist târziu. Anul 1593, înscris pe frontonul acestuia, de-o parte și de alta blazonului, ar putea fi luat ca punct de reper pentru o a doua etapă de construcție, când biserica este mărită din grija nobilului Ferencz Kendy.
La exterior s-a adoptat sistemul de susținere specific stilului gotic, bazat pe contraforturi.
Turnul a fost ridicat în anul 1909 și se încadrează stilului neogotic. Partea superioară a acestuia este decorată cu brâuri de cărămidă care urmăresc muchiile turnului sau conturul ferestrelor. În curtea bisericii se găsesc pietre funerare cu blazoanele unor familii nobiliare sculptate în relief.

### Biserica romano-catolică „Adormirea Maicii Domnului”
Biserica romano-catolică „Adormirea Maicii Domnului” a fost construită între 1896-1898 în stil neo-romanic și este dotată cu o orgă fabricată la Pécs în 1898. Edificiul religios este amplu și impunător. Deschiderile semicirculare, atât în cazul portalului intrării, cât și în cazul ferestrelor, fie ele poziționate singular, geminate sau grupate câte trei, respectă din punct de vedere formal și cu simplificările de rigoare, structurile specifice arhitecturii romanice. Un alt element decorativ este fereastra oarbă de formă circulară prezentă pe fațada principală la primul nivel, reluată la nivelul frontonului triunghiular dar și în partea superioară a turnurilor, imediat sub cornișa acoperișului. Imaginea Sfintei Familii a fost pictată în Viena în 1880. Modelul ornamentat actual al bisericii cu ornamente florale repetitive a fost pictat în 1928, conform planului artistei Mária Nagy din Târgu Mureș.
În urma Reformei Protestante biserica veche din Iernut, construită în anul 1486, a intrat în posesia Bisericii Reformate. În anul 1772, călugării minoriți au reorganizat parohia romano-catolică locală. Pentru desfășurarea serviciilor religioase, au primit spațiu în Castelul Rákóczi, achiziționat de Statusul Romano-Catolic din Alba Iulia de la Bethlehem Márk. Deoarece în castel nu se puteau desfășura ceremonii religioase publice și liturghii, cu aprobarea episcopului Ferenc Lönhart s-a hotărât construirea bisericii actuale. 

### Castelul Kornis-Rákóczi-Bethlen
Clădirea Castelului Rákóczi din Iernut a fost construit de Gáspár Bogáti în stil renascentist (1545). Ancadramentul portalului datează din 1574, fiind realizat tot în stilul Renașterii. Clădirea a fost modificată între 1650-1660, de principele Transilvaniei Gheorghe Rákóczi al II-lea, după planurile arhitectului venețian Agostino Serena⁠(it)[traduceți]. Edificiul îmbină elemente ale goticului târziu cu elemente renascentiste.
Imobilul a adăpostit o bună perioadă de timp Liceul Agricol din localitate. Castelul din Iernut, monument înscris în patrimoniul cultural național, nu are niciun stăpân din cauza tărăgănării procedurii de retrocedării, riscând astfel să ajungă o ruină din cauza birocrației 

### Alte obiective
- Biserica reformată din Cipău, monument istoric construit în secolul al XV-lea, deține amvon și tavan casetat bogat pictat
- Statuia "Lupa Capitolina" de la Iernut
- Monumentul Eroilor de la Oarba de Mureș.
- Eleșteele Iernut – Cipău
- Pentru pescuitul recreativ/sportiv și agrement sunt destinate heleșteele nr. 1 și nr. 2 cu o suprafață totală de 109 ha luciu de apă.

## Personalități
- József Balogh⁠(hu)[traduceți] (1701-1756), preot iezuit, profesorul Gimnaziului Romano-Catolic din Târgu Mureș între 1747-1756
- Márton Hamar⁠(hu)[traduceți] (1927-1987), zoolog, doctor în biologie, cercetător
- Endre Jeney⁠(hu)[traduceți] (1891–1970), medic specialist în patologie, profesor universitar, decan, cercetător
- Csilla Kákonyi⁠(hu)[traduceți] (1940), pictor
- Zsuzsanna Kónya-Hamar (1951), medic primar, profesor la Școala teologico-sanitarå reformatå Cluj, director profesional.
- Zsigmond Kornis⁠(hu)[traduceți] (?1578-1648), nobil maghiar, proprietarul castelului din Iernut
- János László (1934), violonist
- Hortenzia Meleg (1961), actriță[19]
- Mircea Muthu (1944), critic literar, eseist, poet și prozator, editor la Editura Clusium; lector la Facultatea de litere din Saint-Etienne și Clermont (Franța) 1976-1980; prof.universitar și decan la Facultatea de Litere din Cluj-Napoca; prorector al Universității Babeș-Bolyai din Cluj-Napoca si rector (interimar în 1999). Pseudonim Dan Plinaria.
- Lajos Pósa⁠(hu)[traduceți] (1850-1914), scriitor, poet, redactor
- Marius Adrian Radu⁠(hu)[traduceți] (1977), jucător de fotbal, membru echipei U21
- András Szabó⁠(hu)[traduceți] (1928-2011), jurist, specialist în criminologie, judecător la Curtea Constituțională a Ungariei din 1990 până în 1998
- Nicolae Vlassa (1934-1984), arheolog, profesor universitar la Universitatea Babeș-Bolyai[20]
- Teodor Simion Pop (1950), poet, ziarist. Pseudonim Miavoe Soril.

## Sport
Echipa de fotbal din Iernut se numește C.S. Iernut și ea a ajuns pentru prima dată în Liga a III-a în anul 2007. În anul 2014, C.S. Iernut a promovat din nou în al treilea eșalon fotbalistic din țara noastră.

## Localități înfrățite
Iernut este înfrățit cu orașul belgian Sint-Katelijne-Waver din anul 2001.
- Belgia: Sint-Katelijne-Waver.

## Imagini

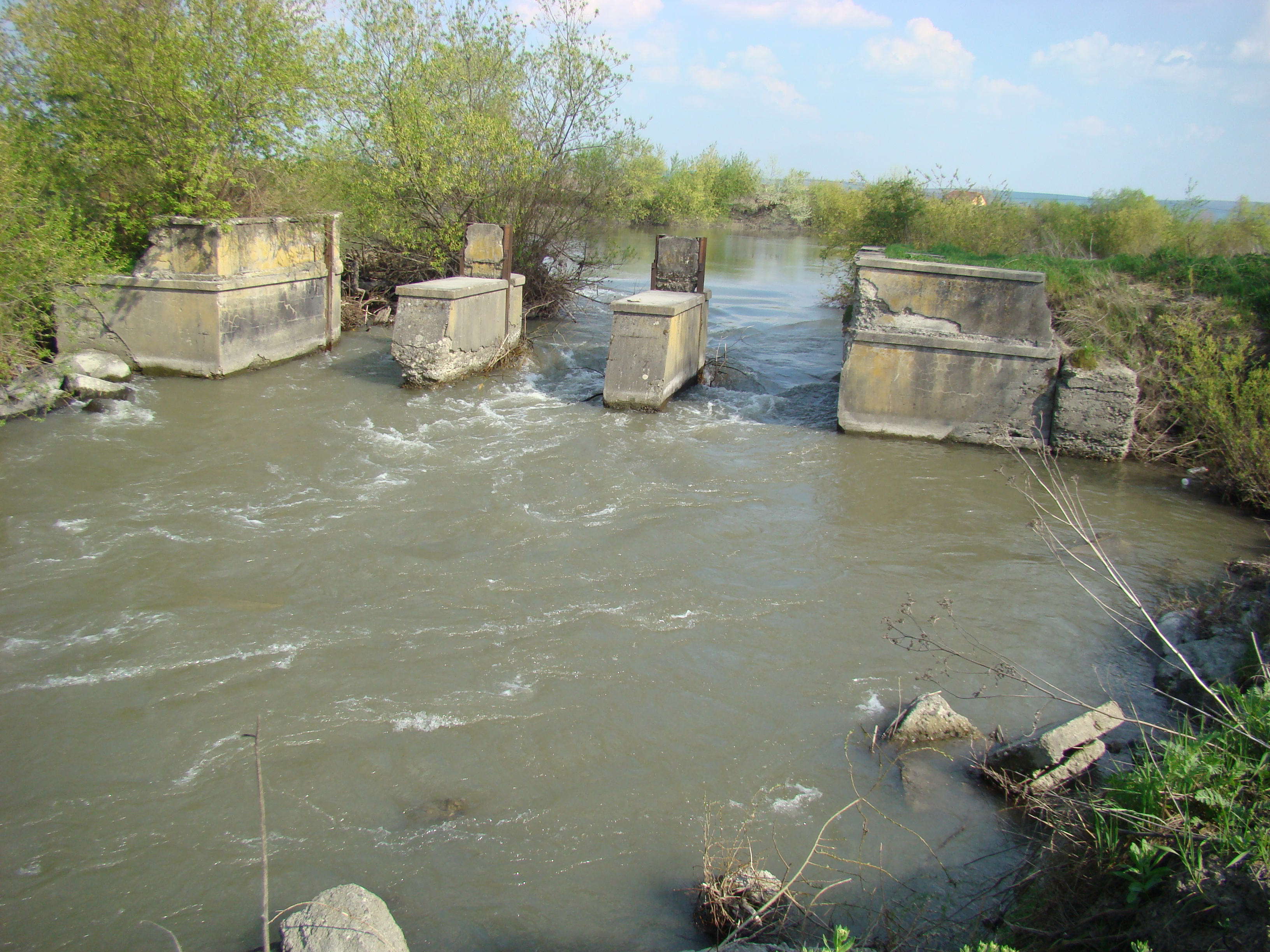
Mureșul la Iernut
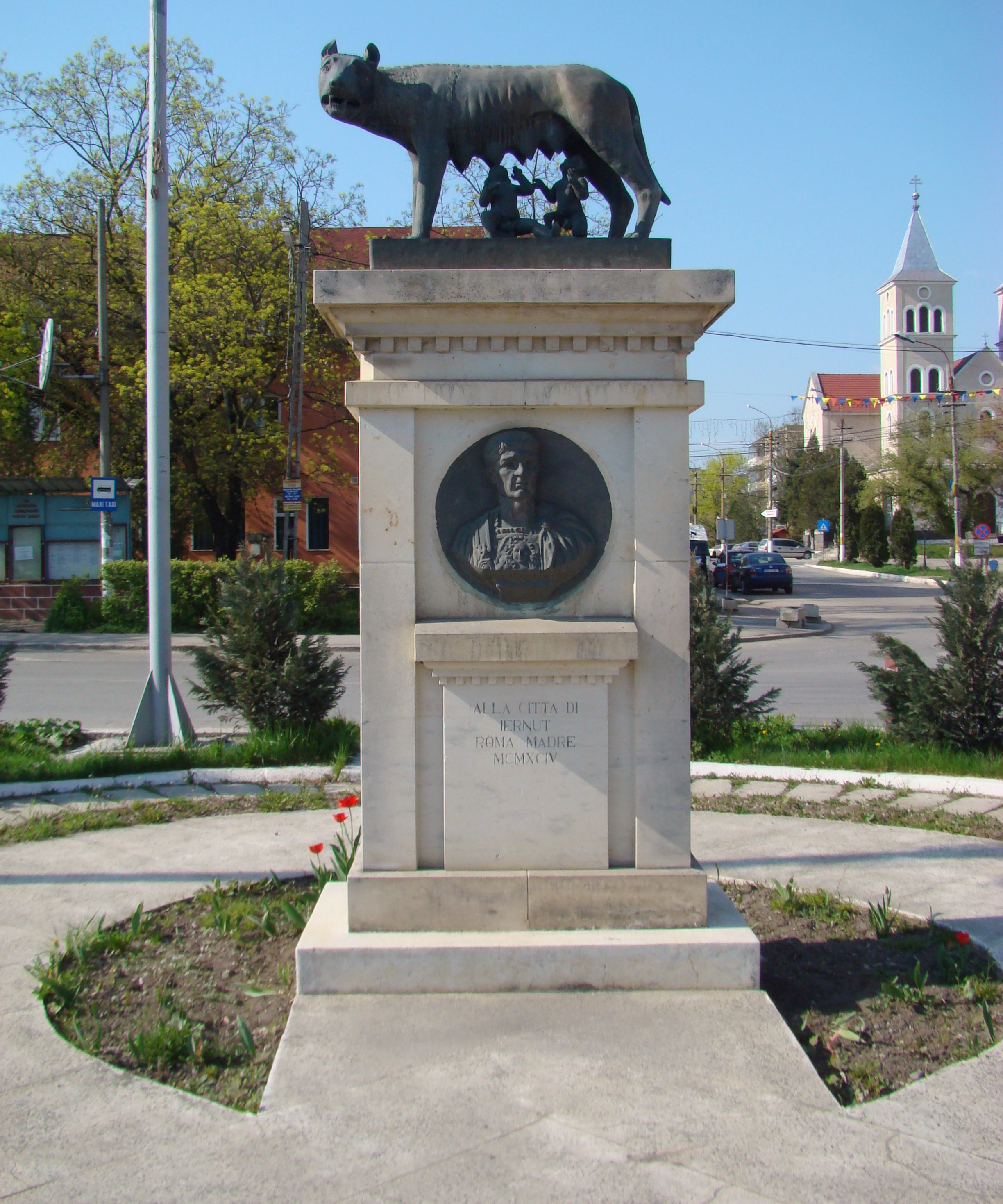
Statuia „Lupa Capitolina" (Statuia Lupoaicei). În spate Biserica romano-catolică „Adormirea Maicii Domnului”
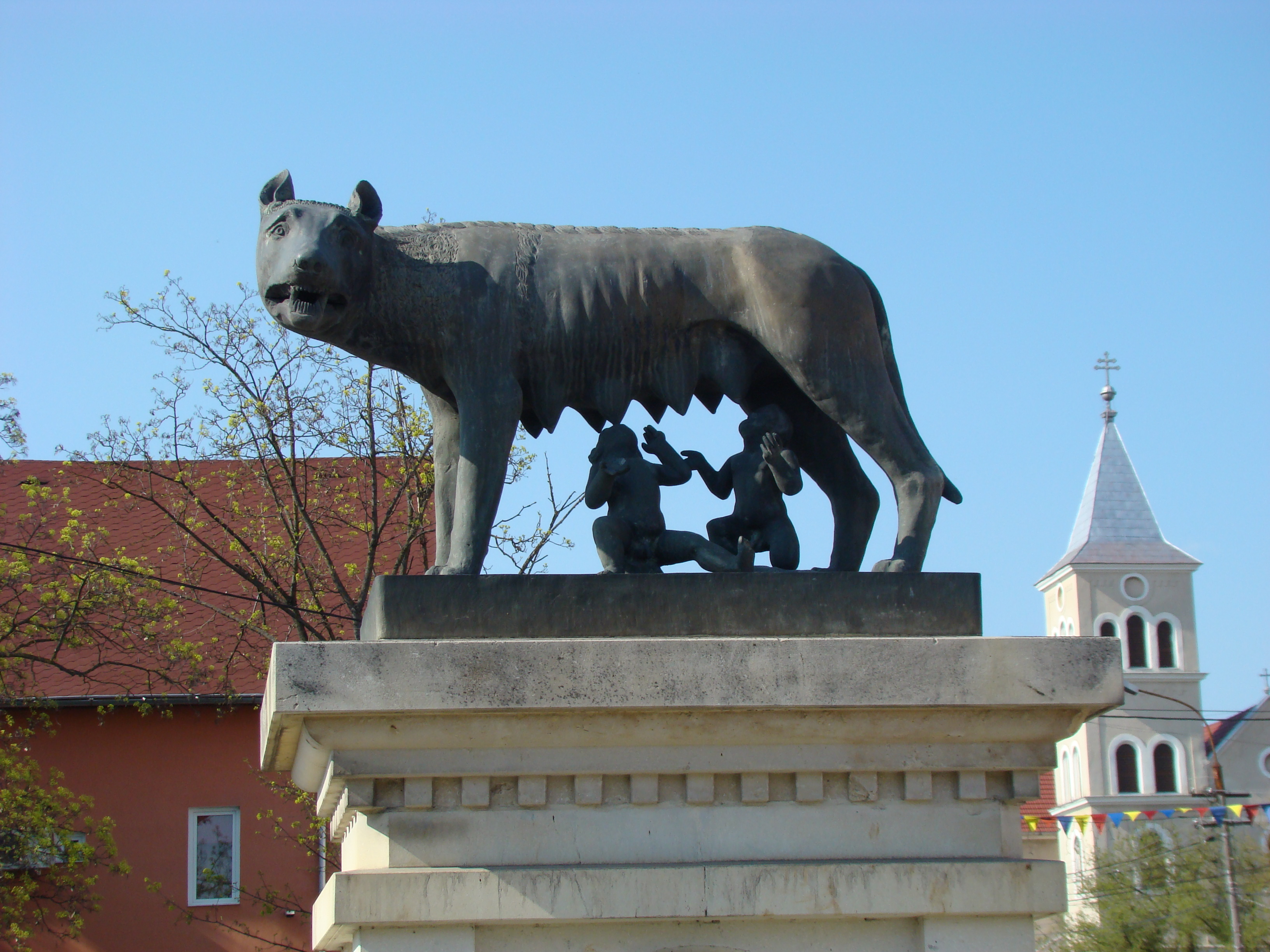
Statuia „Lupa Capitolina" (detaliu). În spate Biserica romano-catolică „Adormirea Maicii Domnului”
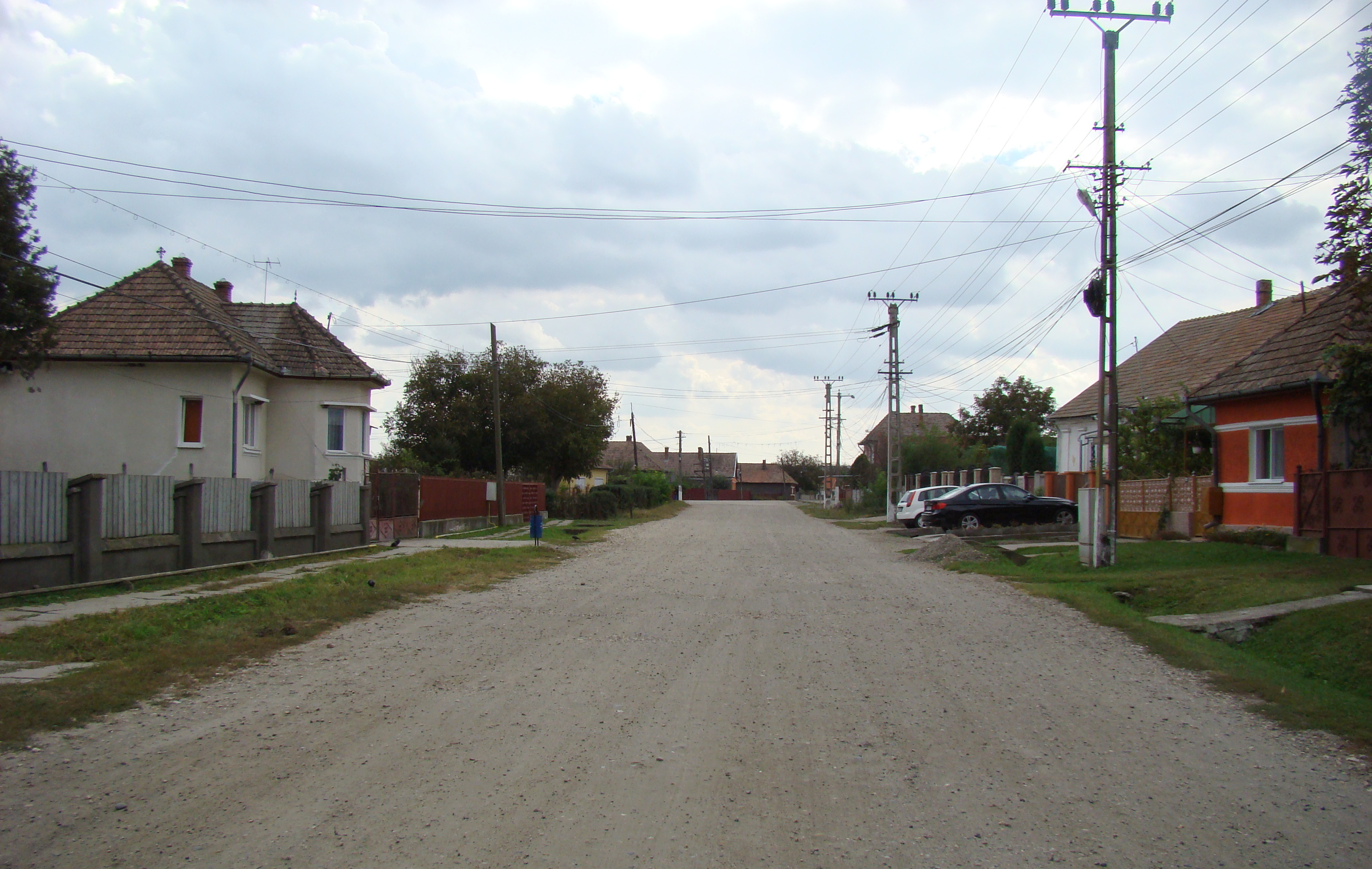
Cipău
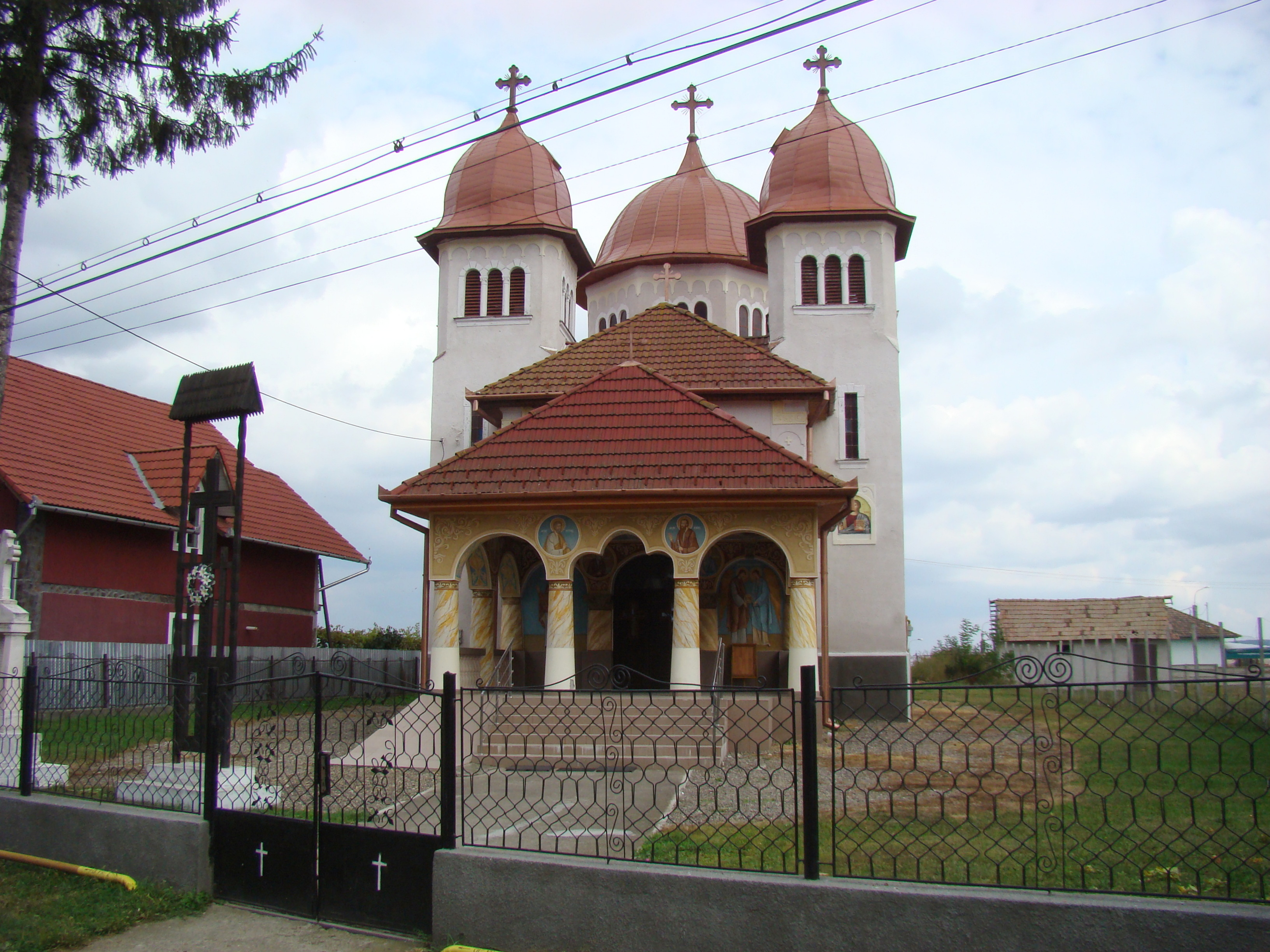
Biserica ortodoxă din Cipău
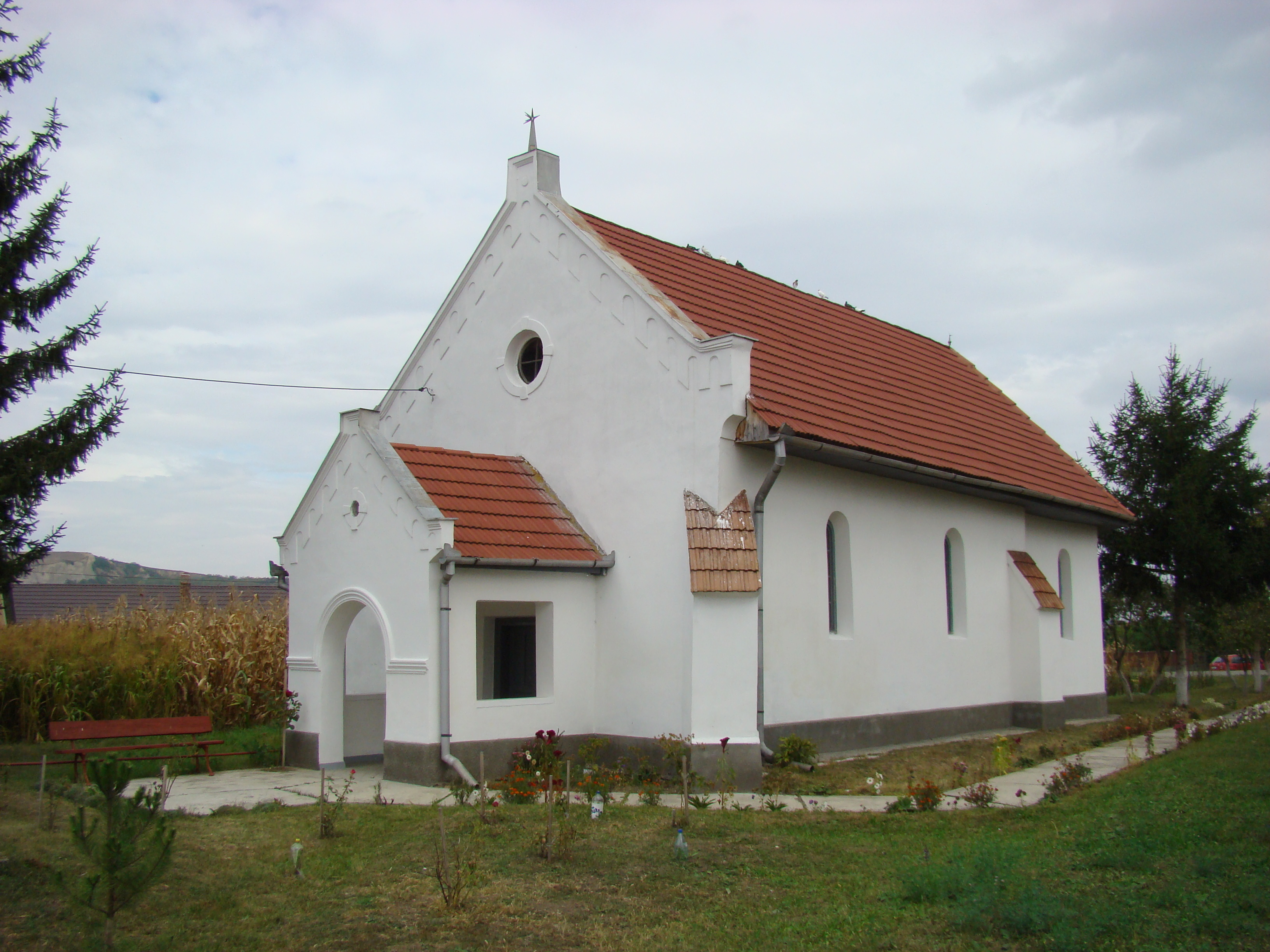
Biserica reformată din Cipău (monument istoric)
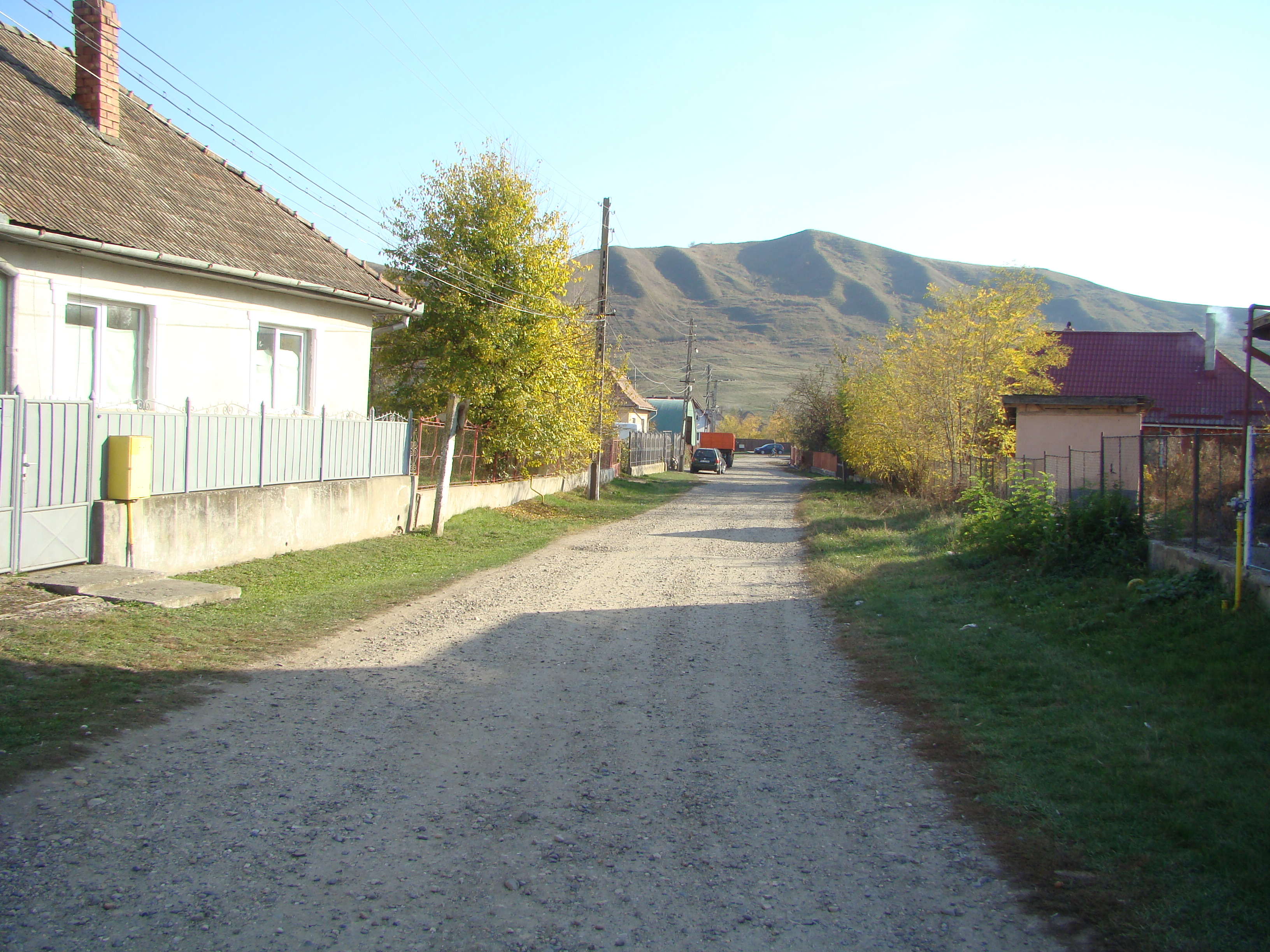
Lechința
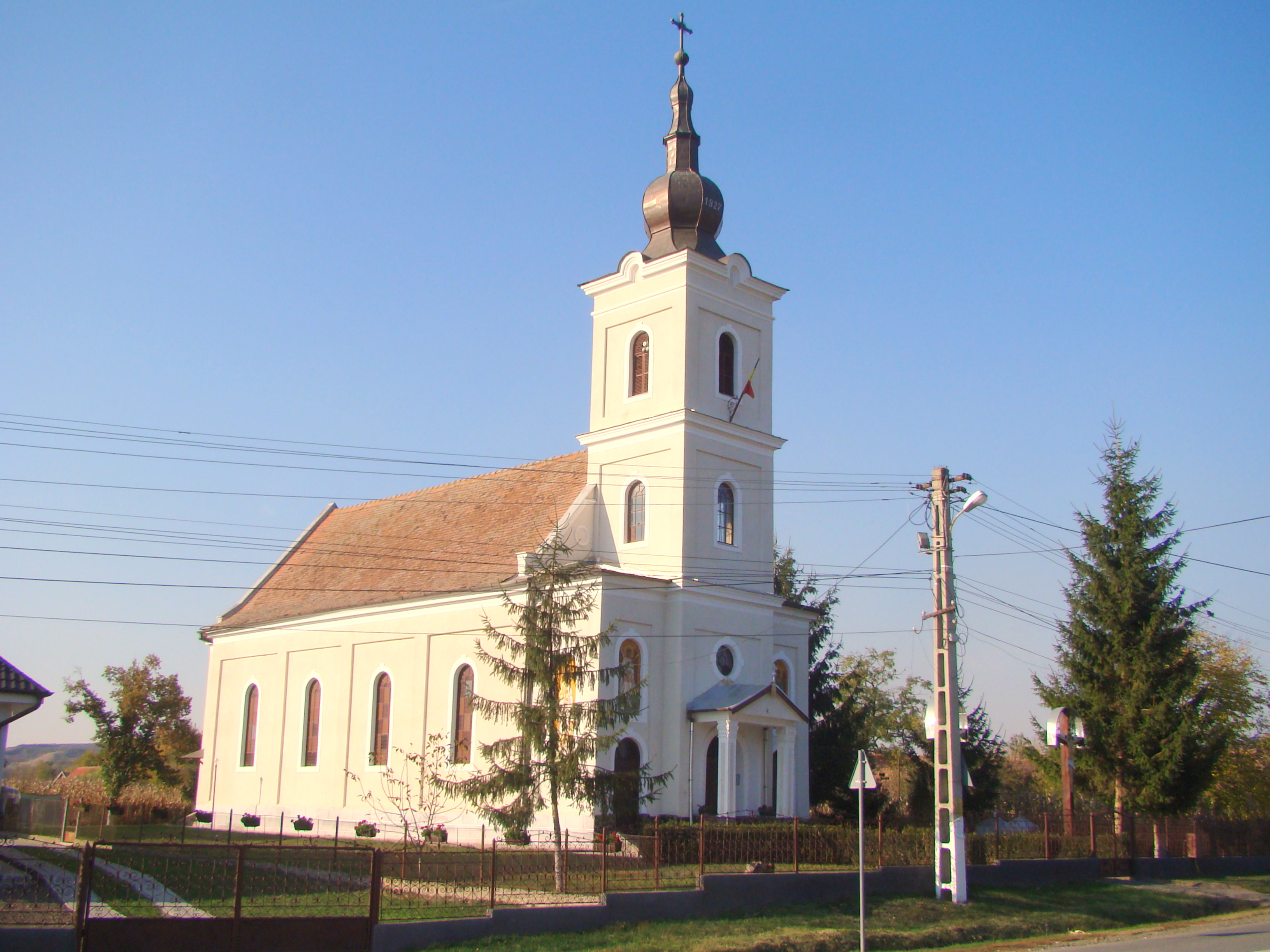
Biserica ortodoxă din Lechința
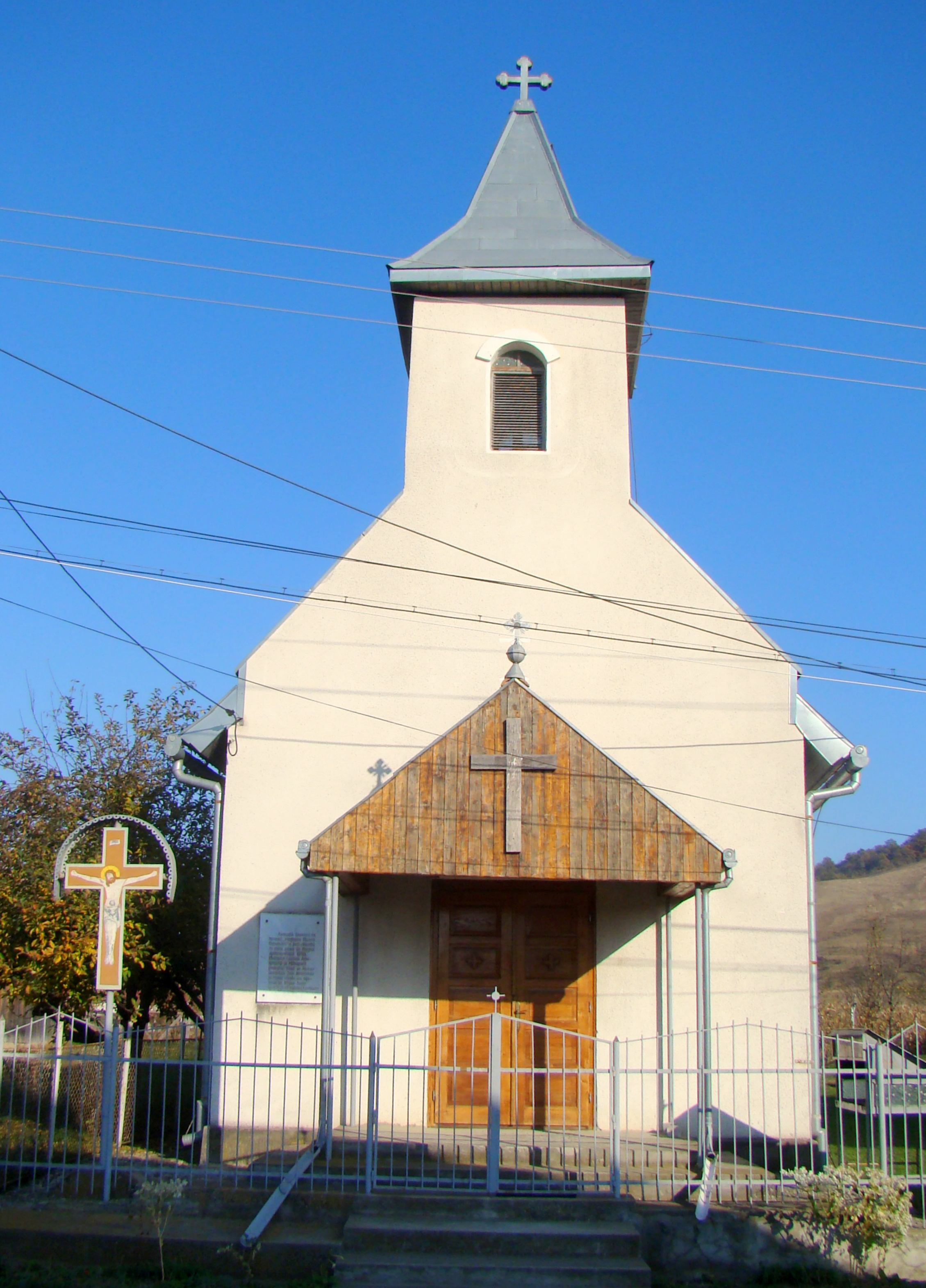
Biserica greco-catolică din Lechința
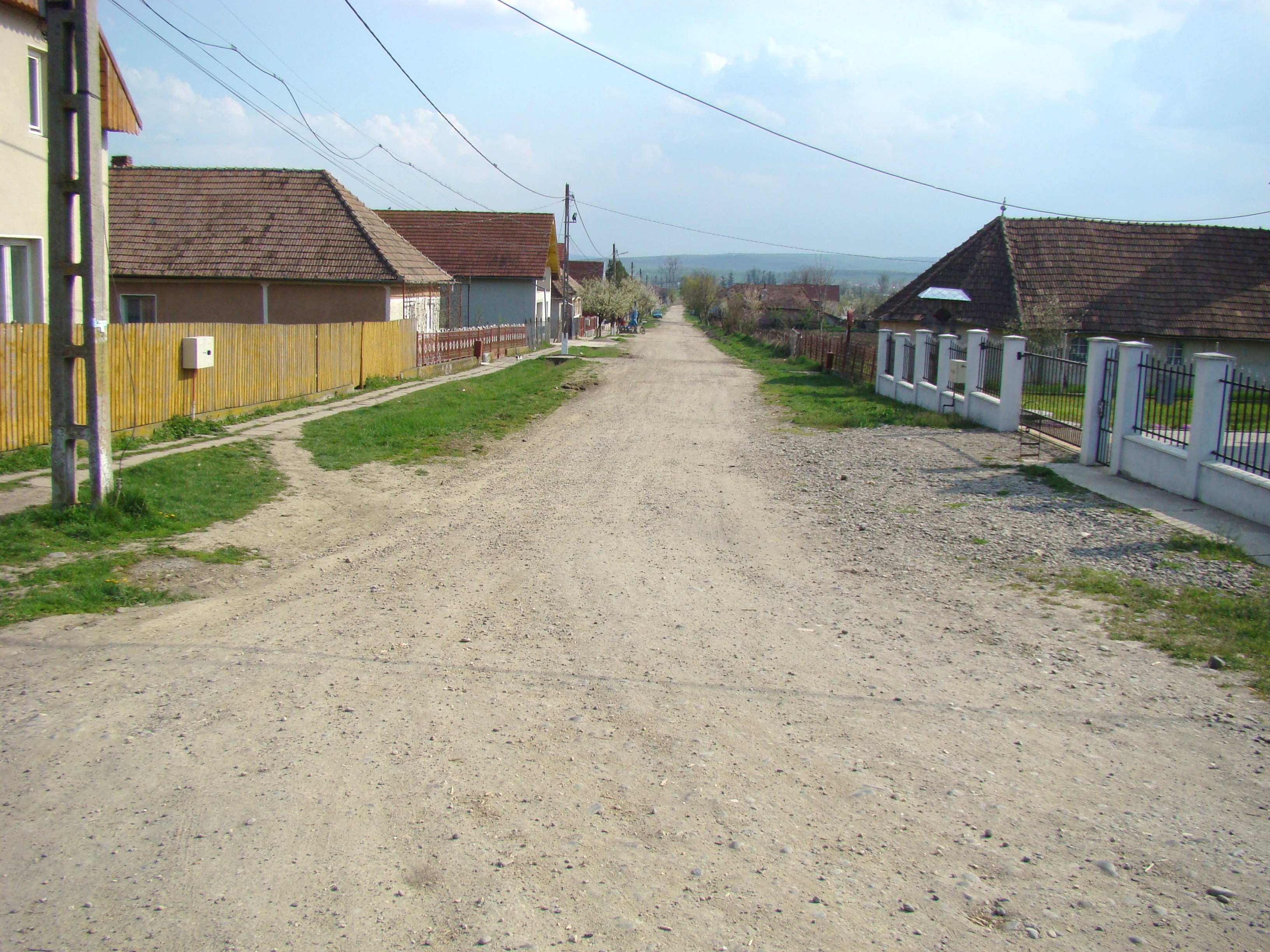
Sfântu Gheorghe
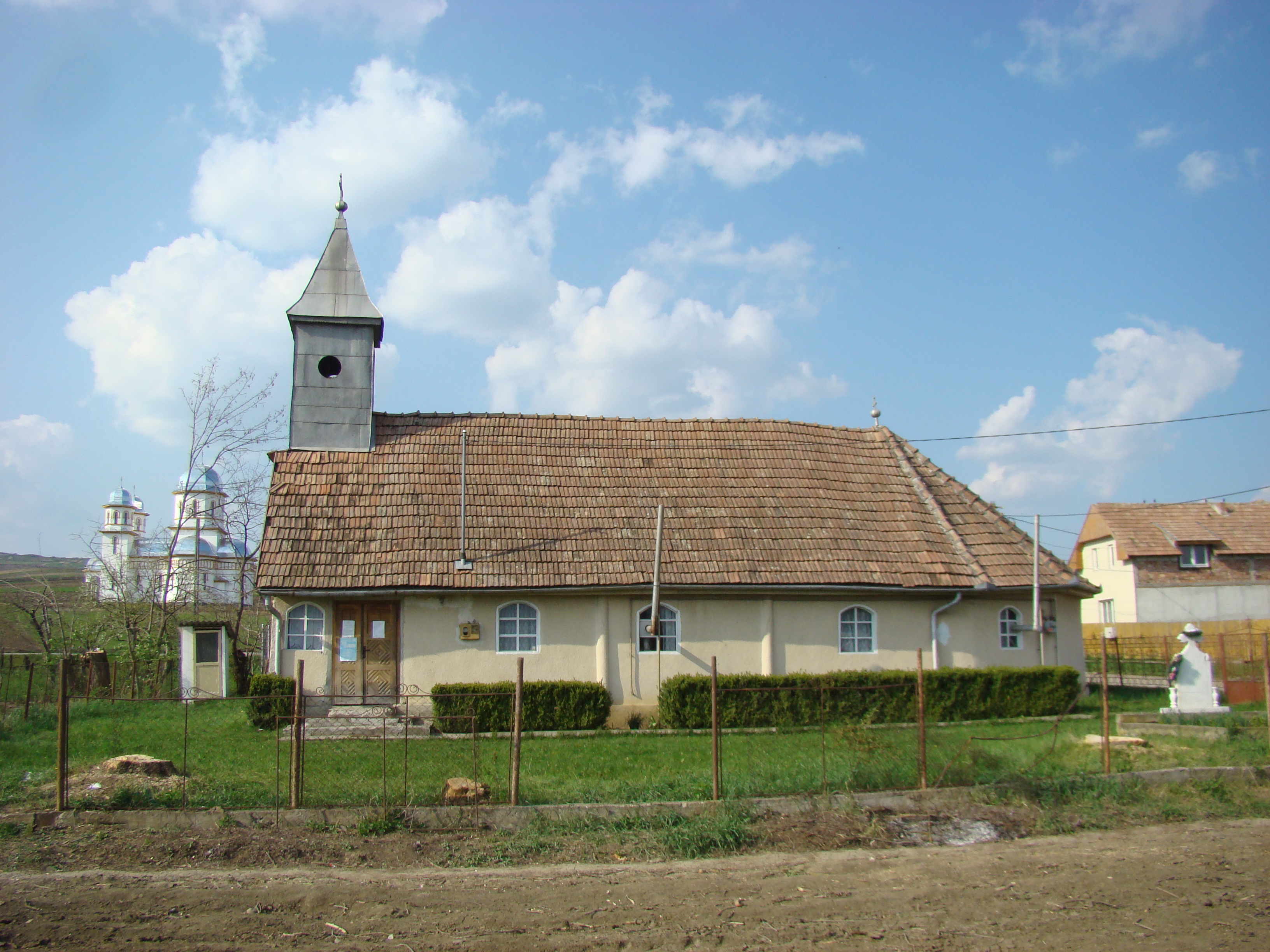
Biserica de lemn din Sfântu Gheorghe (monument istoric)
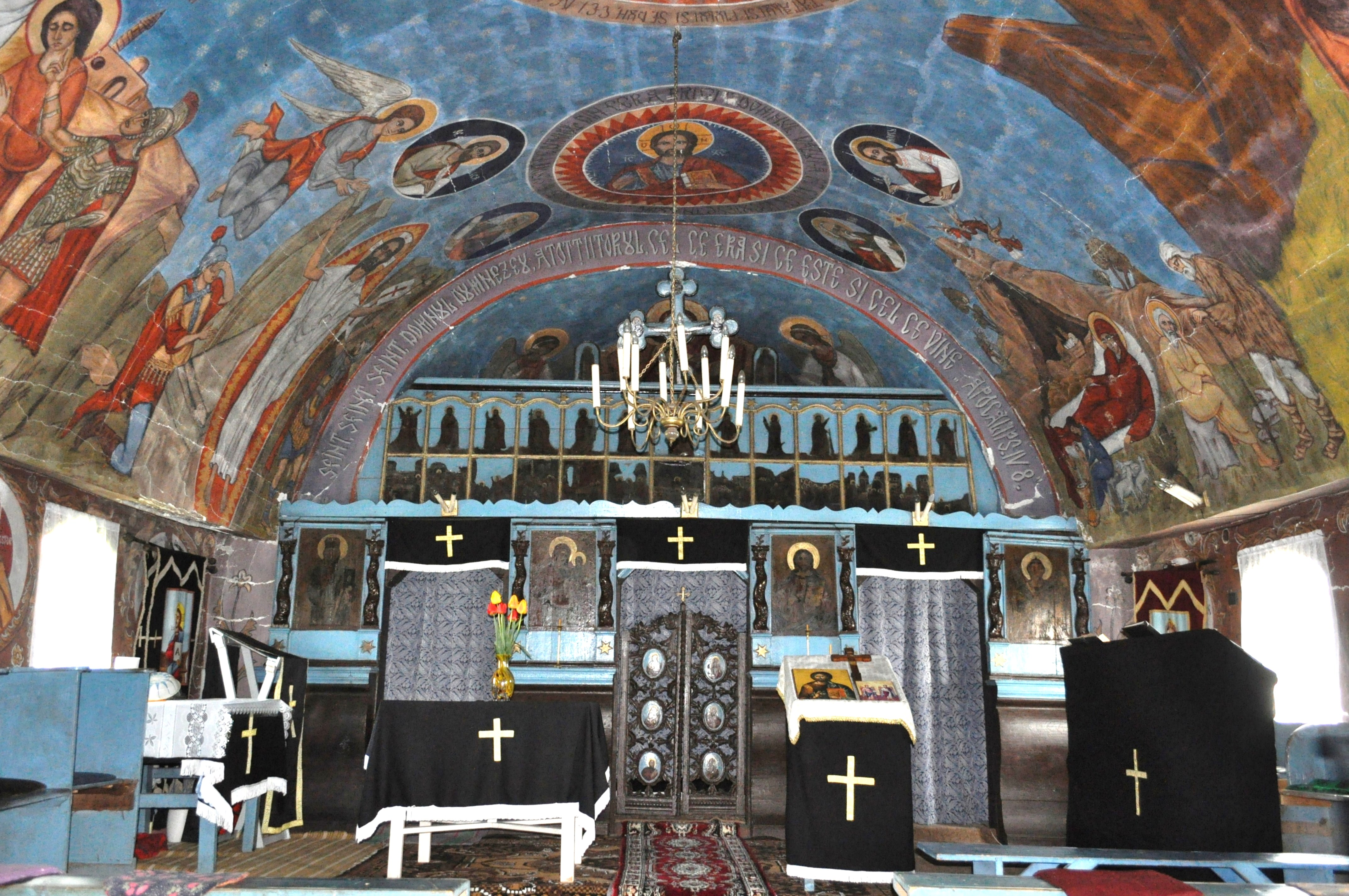
Biserica de lemn din Sfântu Gheorghe (monument istoric)
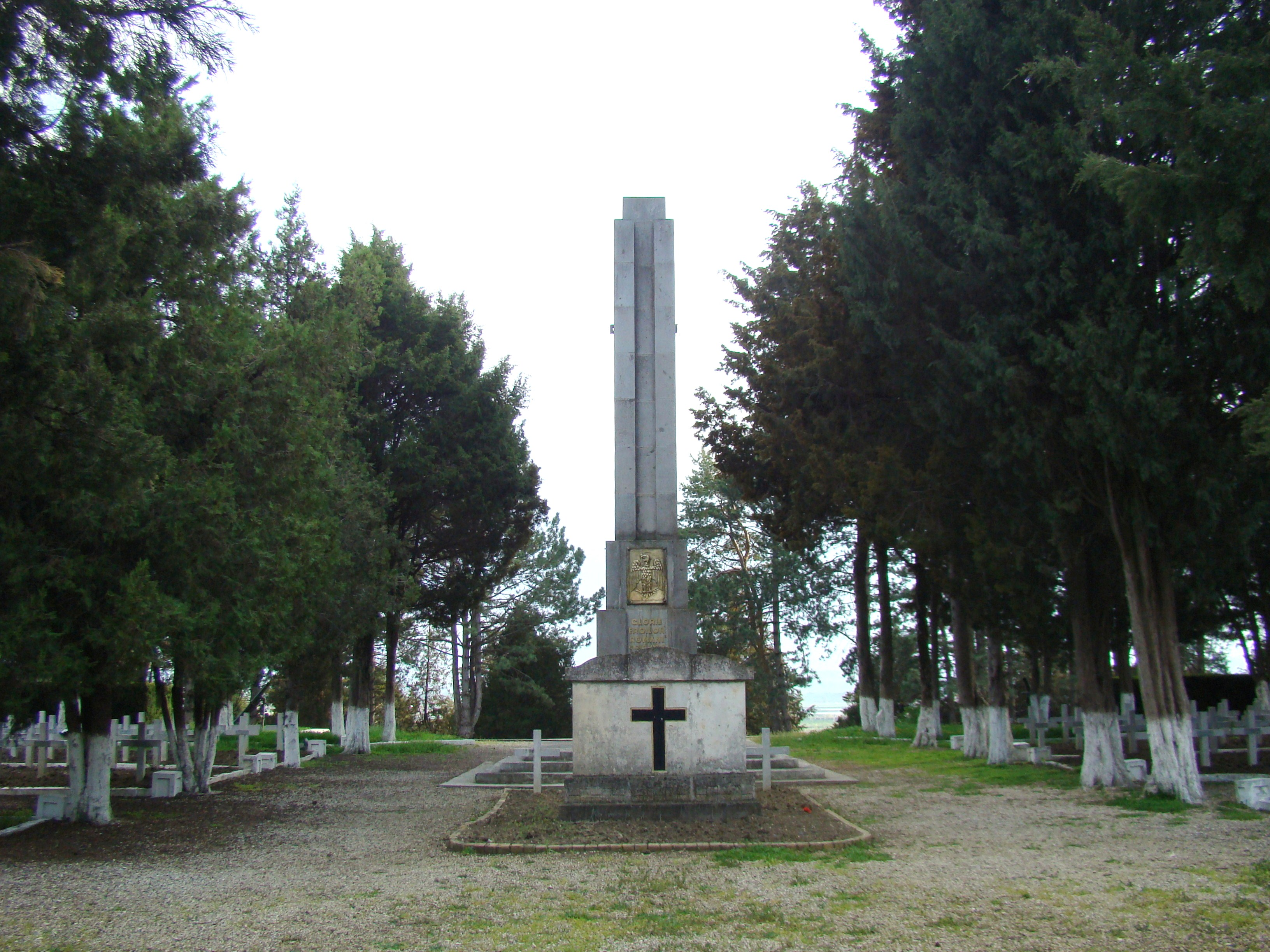
Monumentul eroilor români căzuți în cel de-al doilea război mondial (Oarba de Mureș)
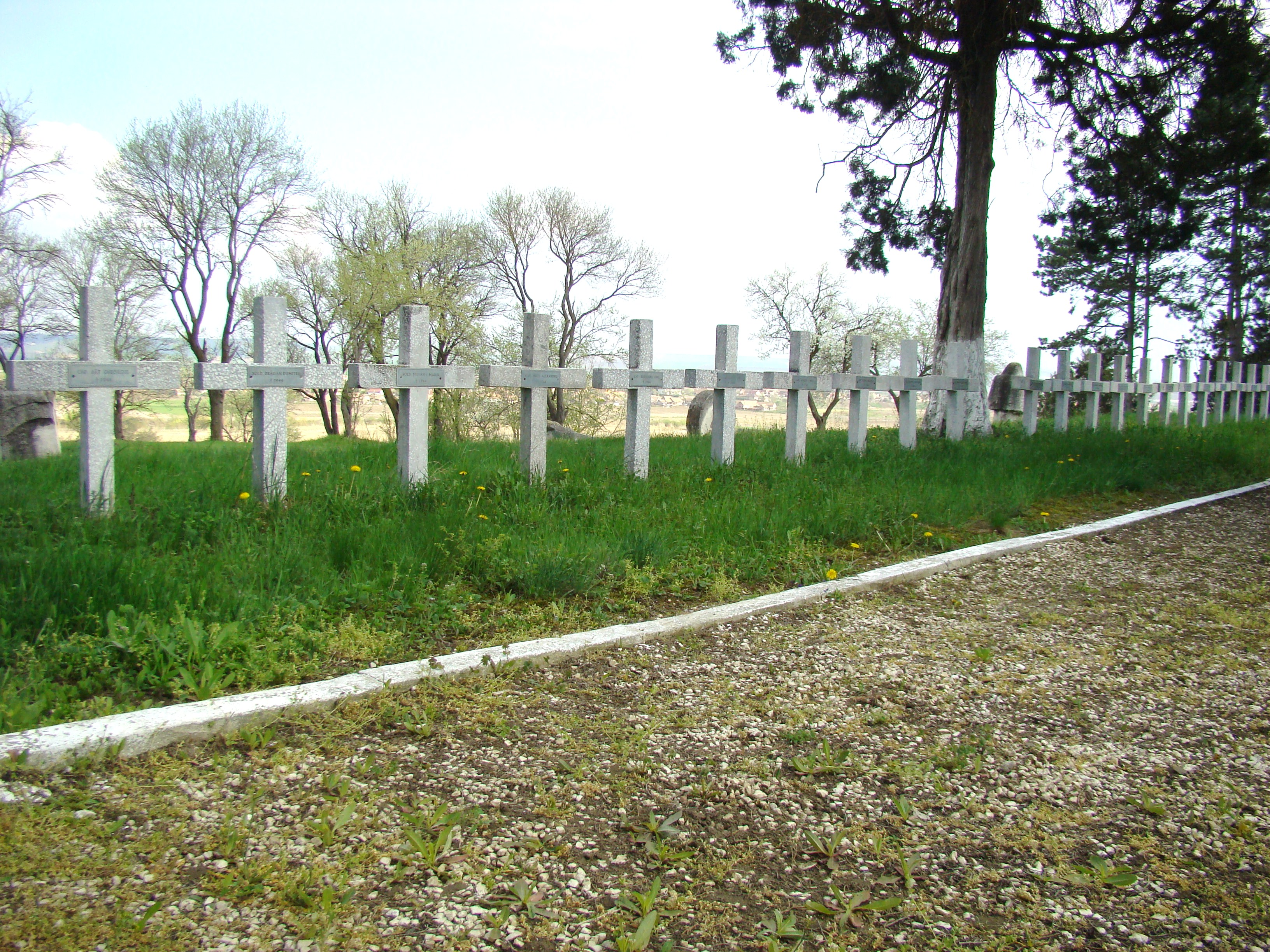
Cimitirul eroilor români căzuți în cel de-al doilea război mondial (Oarba de Mureș)
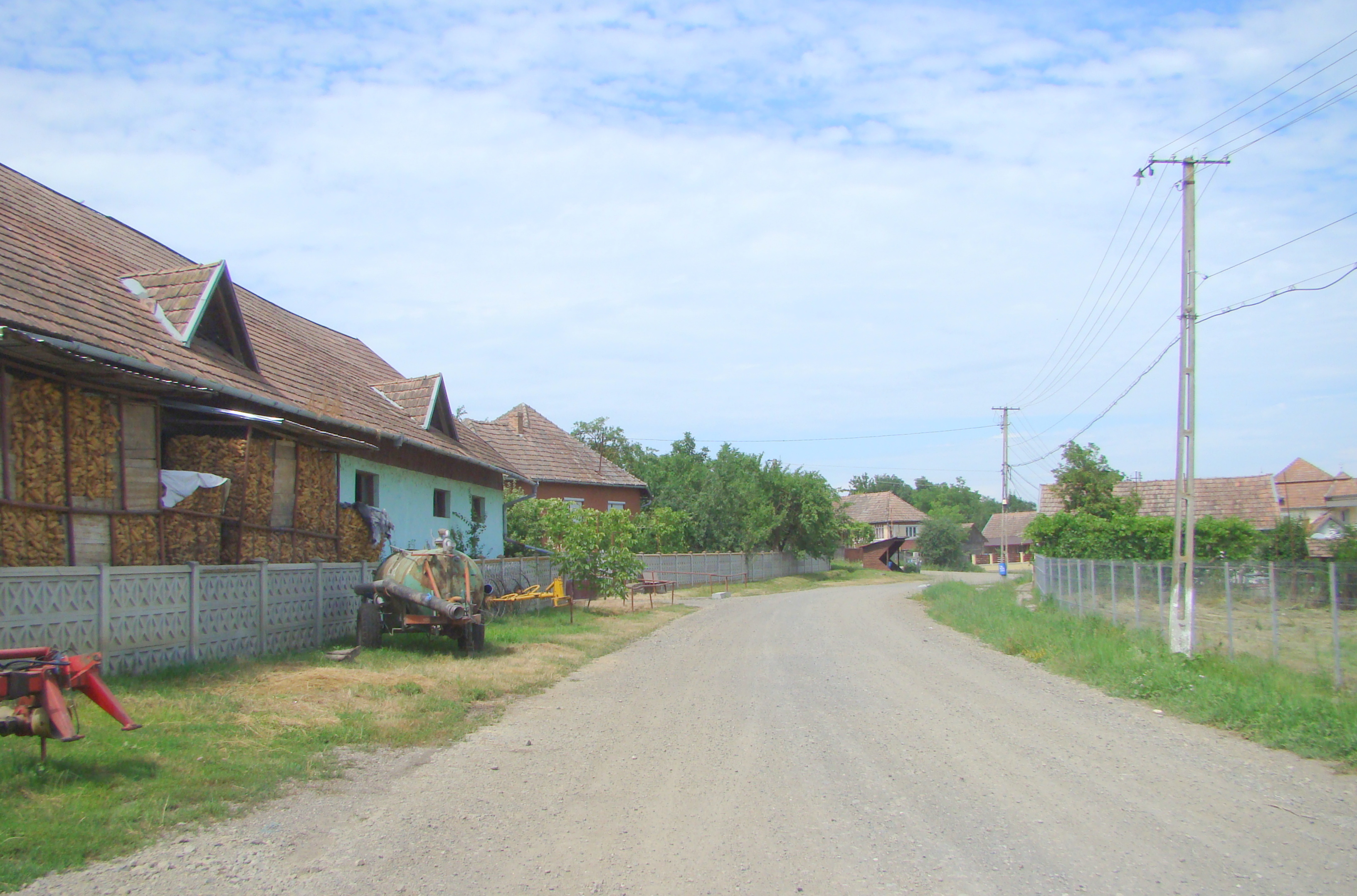
Sălcud
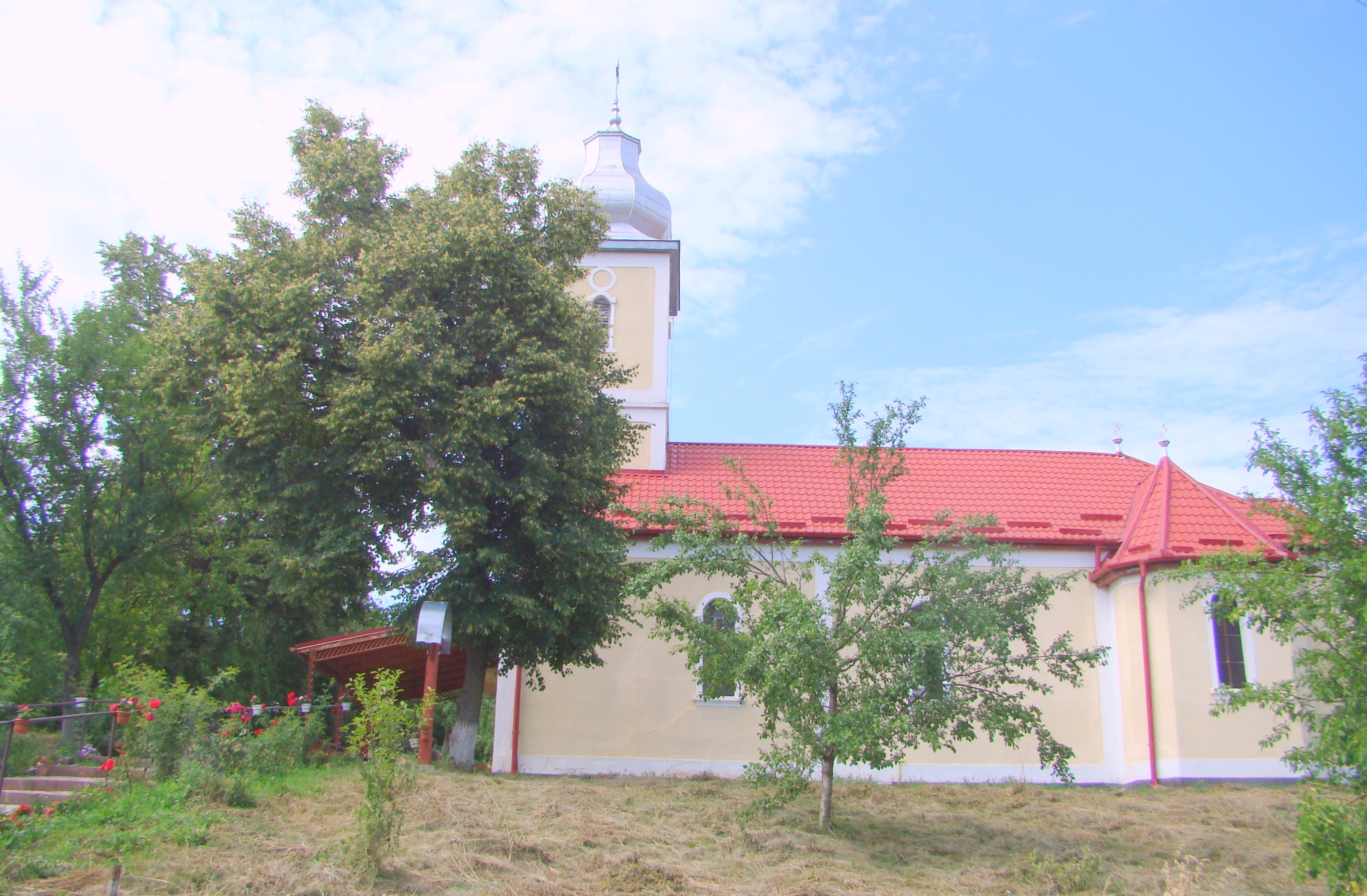
Biserica ortodoxă din Sălcud
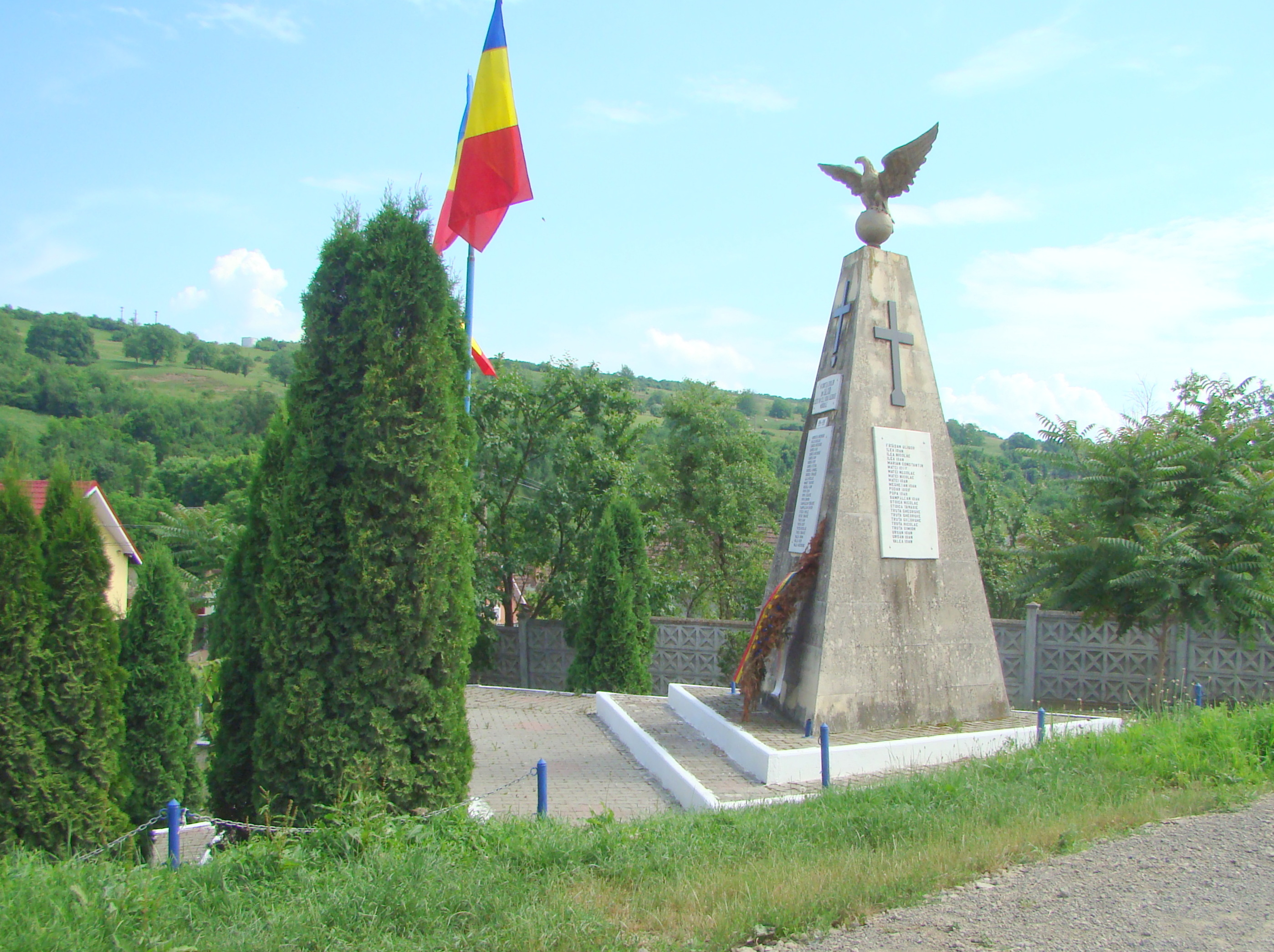
Monumentul eroilor din Sălcud